# Lily, Rosemary and the Jack of Hearts
"Lily, Rosemary and the Jack of Hearts" es una canción del músico estadounidense Bob Dylan publicada en el álbum de estudio de 1975 Blood on the Tracks.
La canción ha servido de base para la creación de dos guiones: el primero, escrito por John Kaye; el segundo, por James Byron, aunque ninguno de los dos ha sido usado para una película.

## Personajes
Conocida por su complejo argumento, "Lily, Rosemary and the Jack of Hearts" presenta una larga lista de personajes:
- The Jack of Hearts (la Jota de Corazones): es el principal personaje, que ha llegado a una ciudad como líder de una banda de ladrones de banco. Uno de los versos describe el hecho: "The boys finally made it through the wall and cleaned out the bank safe... but they couldn't go no further without the Jack of Hearts" (lo cual puede traducirse al español como "los muchachos lograron al fin atravesar la pared y vaciaron la caja de seguridad... pero no podían ir más allá sin la jota de corazones").
- Lily y Rosemary: son las dos mujeres del relato, y se las describe sumergidas en una relación especial. El tema se refiere a ellas con términos principescos, siendo denominadas a menudo como "princesa" o "pequeña reina". Una interpretación de la canción usa este vínculo para indicar que son madre e hija.
- Big Jim: es la persona más rica de la ciudad y dueño de la única mina de diamantes. Mantiene una estrecha vinculación con Rosemary y Lily.

## Argumento
Existe una vasta variedad de interpretaciones acerca de la historia. Hasta la actualidad, no se conoce cuál es la más apropiada debido a que el propio Dylan no se ha pronunciado acerca de la canción.
Según Tim Riley, de la National Public Radio, ""Lily, Rosemary and the Jack of Hearts" es una alegoría intricadamente evasiva sobre el romanticismo que oculta motivos criminales, así como el camino que la empresa de un personaje desencadena con una serie de recriminaciones a gente que nunca ha conocido."
Otros aseguran que la canción trata sobre "fachadas criminales" que ocultan "motivos románticos", más cercana a otros temas de Dylan como "Tangled Up in Blue" e "Isis". Al igual que en las dos canciones referenciadas, Lily y la Jota de Corazones entran y salen de sus respectivas vidas.

## Pistas e interpretaciones
La página web oficial de Bob Dylan presenta una estrofa adicional de la canción no incluida en el álbum:

Lily's arms were locked around the man that she dearly loved to touch,

She forgot all about the man she couldn't stand who hounded her so much.

"I've missed you so," she said to him, and he felt she was sincere,

But just beyond the door he felt jealousy and fear.

Just another night in the life of the Jack of Hearts.

Lo cual puede traducirse al español como:

"Los brazos de Lily abrazaban fuertemente al hombre que más deseaba tocar,

Olvidó todo lo demás de él, no se resistió a quien la había estado rondando tanto tiempo,

"Te echo tanto de menos", le dijo, y el sintió que era sincera.,

Pero mas allá de la puerta, se sintió con miedo y celoso,

Tan sólo otra noche más en la vida de la jota de corazones."

## Versiones
- Joan Baez versionó "Lily, Rosemary and the Jack of Hearts" en su álbum en directo de 1976 From Every Stage.
- El grupo Mary Lee's Corvette también versionaría la canción en su álbum tributo de Blood on the Tracks.
- El músico y compositor americano Tom Russell interpretó una versión de la canción junto a Eliza Gilkyson y Joe Ely en el álbum de 2004 Indians Cowboys Horses and Dogs.